# Саблет (Илиноис)
Саблет (енгл. Sublette) град је у америчкој савезној држави Илиноис.

## Демографија
По попису из 2010. године број становника је 449, што је 7 (-1,5%) становника мање него 2000. године.
| Група             | 2000.       | 2010.       |
| Белци             | 429 (94,1%) | 423 (94,2%) |
| Афроамериканци    | 4 (0,9%)    | 0 (0,0%)    |
| Азијати           | 0 (0,0%)    | 0 (0,0%)    |
| Хиспаноамериканци | 22 (4,8%)   | 22 (4,9%)   |
| Укупно            | 456         | 449         |